# Горелки (игра)

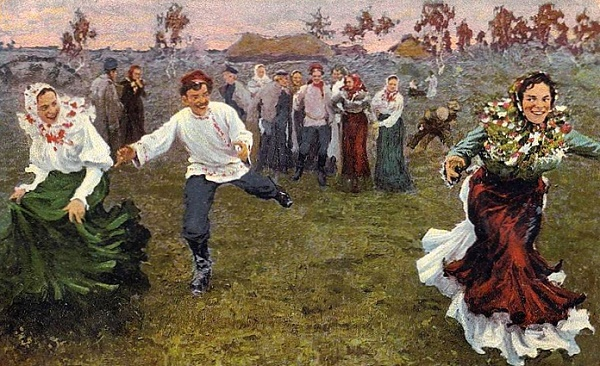
Г. Алексеев. Игра в горелки.

Горе́лки (укр. горелки, хрещ, горюдуба; бел. гарэлыш, гарэлкі) — подвижная старинная восточнославянская народная игра, в которой стоящий впереди ловит по сигналу других участников, убегающих от него поочерёдно парами. В Псковском и Тверском краях игра называлась  разбежки, ималки, ро́спуск.
Горелки начинались с наступлением весны: с Благовещенья, Светлой недели или Троицы, в некоторых местах обязательно играли на Ивана Купалу, в то время как на Рязанщине после Русальной недели запрещалось играть в горелки. Название произошло от сопровождающей игру песни: «Гори, гори ясно, чтобы не погасло».

## Название игры
В разных областях встречаются иные названия горелок: рус. разлуки, разгары, огарыши, огорелыш, опрел, горелыши, горелышки, гори́пни, двойные горелки, у горю-дуба, столбом, в разлуку, у крещика/хрещика; укр. горидуб, горюдуб, горипень; бел. гарэлыш, гарэлкі, гары́пні.
Игра названа по первым словам сопровождающей игру песни: «Гори, гори ясно, чтобы не погасло». Слово горелки восходит к глаголу «гореть», причём изначально, видимо, в значении «любить, страдать от любви», характерном для народной поэзии: «Не огонь горит, не смола кипит, а горит-кипит ретиво сердце по красной девице...».

## История игры
Горелки изначально не были детской игрой: в неё играли девушки и холостые молодые мужчины. Водящим всегда выбирался парень, и ловить он мог только девушку, так что игра давала возможность знакомиться, общаться, выбирать невесту. О такой функции игры идёт речь в «Повести временных лет»:
«Схожахуся на игрища, на плясанье, и на вся бесовская игрища, и ту умыковаху жены собе»
Возникновение горелок связывают с языческими праздниками и обрядами: встречей весны, «когда славилась богиня Лада, покровительница браков и чадородия, когда самая природа вступает в свой благодатный союз с богом-громовником и земля принимается за свой род», или с праздником Ярилы или Ивана Купалы — днём летнего солнцестояния. В горелки играли на праздниках и гуляньях, когда собиралось много народу. В середине XIX века «горелки», наряду с «ручейком», «завиванием капусты» и «казаками» была наиболее популярной игрой среди русских горожан.
В настоящее время горелки считаются исключительно детской игрой.

## Описание игры
А. Н. Афанасьев:
«Холостые парни и девицы устанавливаются парами в длинный ряд, а один из молодцев, которому по жребию достается гореть, становится впереди всех и произносит: «Горю, горю пень!» — «Чего ты горишь?» — спрашивает девичий голос. «Красной девицы хочу». — «Какой?» — «Тебя, молодой!» При этих словах одна пара разбегается в разные стороны, стараясь снова сойтиться друг с дружкою и схватиться руками; а который горел — тот бросается ловить себе подругу. Если ему удастся поймать девушку прежде, чем она сойдется с своей парою, то они становятся в ряд, а оставшийся одиноким заступает его место; если же не удастся поймать, то он продолжает гоняться за другими парами, которые, после тех же вопросов и ответов, бегают по очереди»
И. П. Сахаров:
«Игроки обрекают одного из среди себя, по жребию, гореть — в должность тяжкую. Все прочие спариваются, т. е. становятся парами, одна за другою. Горельщик становится впереди пар, неподвижно, не обращаясь ни взад, ни вперед, ни набок. В это время игроки разбегаются в разные стороны. Горельщик преследует их. Если он успеет разлучить их, схватить оплошного, то его должность более не продолжается, или, за свою неудачу, он должен вновь гореть, хотя бы игра повторилась до 100 раз. «В игре не без обману»,— говорят старушки — и точно так! Сколько хитростей придумано для несчастного горельщика: его можно обмануть каждую минуту»

## Правила игры
Для игры выбирается открытое место — лужайка, поляна, широкая улица перед домом, просторный двор.
Играющие встают парами друг за другом. Впереди всех на расстоянии двух шагов спиной к играющим стоит водящий — горельщик (горелка).
Играющие нараспев говорят слова:
Гори, гори ясно, 

Чтобы не погасло.

Стой подоле,

Гляди на поле,

Едут там трубачи

Да едят калачи.

Погляди на небо:

Звёзды горят,

Журавли кричат:

— Гу, гу, убегу.

Раз, два, не воронь,

А беги, как огонь!
Вариант:

Гори, гори ясно, чтобы не погасло!

Глянь на небо — птички летят,

Колокольчики звенят,

Гляди — не воронь, беги, как огонь!
После этих слов стоящие в последней паре бегут с двух сторон вдоль колонны. Горельщик не оборачиваясь старается запятнать одного из них. Если бегущие игроки успели взять друг друга за руки, прежде чем он запятнает одного из них, то они встают впереди первой пары, а горельщик вновь водит. Игра повторяется.
Если горельщику удаётся запятнать одного из бегущих в паре, то он встаёт с ним впереди всей колонны, а тот, кто остался без пары, горит.
Условия:
- Горельщик догоняет убегающих игроков, только когда они пробегут мимо него. Он не имеет права оглядываться и подсматривать, какая пара собирается бежать мимо него. В противном случае приготовившаяся бежать пара может поменяться очередью с другой парой или местами друг с другом.
- Никто не должен начинать бег прежде, чем прозвучит последнее слово.
- Горельщик может салить бегущих только до того момента, как они возьмутся за руки.
- Метрах в пятнадцати-двадцати впереди горельщика заранее отмечается место, до которого бегущая пара не должна снова соединять руки.
- Играющие могут договориться, что горельщик должен гнаться не за любым из бегущих, а обязательно за парнем и, догнав его, может встать в пару с девушкой, пойманный же идёт «гореть» — либо наоборот.

## Виды горелок

### Двойные горелки
Игроки встают по четыре человека в ряд. «Горит» одна пара. На счет три последняя четверка разбегается парами (при этом руки в парах разъединять нельзя) и старается соединиться впереди водящей пары. Если любой из «горящих» поймал какую-нибудь пару, то она присоединяется к водящим, и вчетвером они становятся в первый ряд.

### Шведские горелки
Игроки встают парами, но не держась за руки, а на расстоянии друг от друга, образуя «коридор». Каждой паре назначается порядковый номер. Водящий встаёт впереди, на расстоянии десяти шагов от первой пары, в руках он держит две палочки. Когда он называет номер пары, вызванные игроки бегут к нему между шеренгами, выхватывают у него по палочке, обегают стоящие пары с внешней стороны и возвращают палочки водящему. Тот, кто вернул палочку первым, приносит своей шеренге очко. В конце игры баллы подсчитываются и объявляется команда-победительница.

## Горелки в искусстве
Описание игры в горелки встречается в повести А. С. Пушкина «Барышня-крестьянка»:
— Вот вышли мы из-за стола и пошли в сад играть в горелки, а молодой барин тут и явился. <...> Вздумал он с нами в горелки бегать.

– С вами в горелки бегать! Невозможно!

– Очень возможно! Да что еще выдумал! Поймает, и ну целовать!

– Воля твоя, Настя, ты врешь.

– Воля ваша, не вру. Я насилу от него отделалась. Целый день с нами так и провозился.
Играют в горелки и поют соответствующую песню дети в первой картине первого действия оперы П. И. Чайковского «Пиковая дама» («Хор детей, нянек и прочих»).
В горелки играет летом у тётушек с гостями студент Нехлюдов с Катюшей Масловой в романе Л. Н. Толстого «Воскресение».
Игра в горелки фигурирует в начале пьесы-сказки «Двенадцать месяцев» Самуила Маршака, где заяц играет в неё с белками.
В «Трудах и днях Свистонова» Константина Вагинова компания собирается играть в горелки на природе.
Песня «Гори, гори ясно» звучит в советском мультфильме «Гуси-лебеди» 1949 года. Девочки поют эту песню и Маша присоединяется к ним. Так как в кадре только девочки, то, скорее всего, авторы мультфильма не знают правил игры.